# 2-й Зимний мост
2-й Зи́мний мост — автодорожный железобетонный арочный мост через Зимнюю канавку, соединяет 1-й и 2-й Адмиралтейские острова в Центральном районе Санкт-Петербурга.

## Расположение
Расположен по правой (нечётной) набережной реки Мойки между домами № 31 и 35. Выше по течению находится 1-й Зимний мост. Ближайшая станция метрополитена — «Адмиралтейская».

## Название
Название моста известно с 1940 года.

## История
В 1933 году для пропуска праздничных демонстраций с Дворцовой площади через Зимнюю канавку был построен наплавной мост. В 1939—1940 годах взамен него был построен деревянный балочный однопролётный мост. Работы выполнены трестом «Ленмостострой». В 1964 году мост был перестроен в однопролётный арочный со сплошным железобетонным сводом по проекту инженера В. С. Ксенофонтова и архитектора Л. А. Носкова. Строительство моста осуществляло СУ-2 треста «Ленмостострой» под руководством главного инженера Н. Г. Никитина.

## Конструкция
Мост однопролётный железобетонный арочный. Пролётное строение выполнено в виде косого в плане (Зимняя канавка впадает в Мойку под углом) сплошного железобетонного бесшарнирного свода. Опоры моста из монолитного железобетона на свайном основании, облицованы гранитными плитами. Длина моста — 20,5 м, ширина — 10,0 м. 
Мост предназначен для движения автотранспорта и пешеходов. Проезжая часть моста включает в себя 2 полосы для движения автотранспорта. Покрытие проезжей части и тротуаров — асфальтобетон. В качестве ограждений использованы глухие гранитные парапеты. Фасады моста облицованы розовым гранитом. Внешне мост повторяет облик соседнего 1-го Зимнего моста, завершая ансамбль Зимней канавки.